# Garrett Hines
Pour les articles homonymes, voir Hines.
Garrett Hines, né le 3 juillet 1969 à Chicago, est un bobeur américain notamment médaillé d'argent olympique en 2002.

## Biographie
Garrett Hines voulait être basketteur mais pratique l'athlétisme et le football américain à la Southern Illinois University. Il commence le bobsleigh à l'armée américaine. En bob à quatre, il est cinquième aux Jeux olympiques de 1998 à Nagano (Japon) puis médaillé d'argent aux Jeux olympiques de 2002 à Salt Lake City (États-Unis) et aux championnats du monde de 2003 à Lake Placid (États-Unis). En bob à deux, Hines est dixième aux Jeux olympiques de 1998 puis quatrième à ceux de 2002. Il remporte également six médailles dont deux d'or en coupe du monde.

## Palmarès

### Jeux Olympiques
- : médaillé d'argent en bob à 4 aux JO 2002.

### Championnats monde
- : médaillé d'argent en bob à 4 aux championnats monde de 2003.